# さくら一平
さくら 一平（さくら いっぺい、3月12日 - ）は、東京都世田谷区出身の俳優・タレント。

## 概要
テレビドラマ、映画、テレビやWeb CMを中心として活躍している俳優・タレント。3月12日生まれ。ドラマでは、教師・講師役をはじめ、刑事役からヤクザ役まで、そして、Web CMでは起業家・会社上司役・タクシードライバーなど幅広いジャンルに起用されているマルチタレント。本名未発表。

## 主な出演作品

### TV CMなど
- NTTテクノクロス「マジックコネクト」
- 警視庁「万引きを許さない」
- Zoho TVCM
- マイナビミドルシニア　TVCM
- 東京都 TOKYO 2020 #ARIGATO CM
- ビバホーム ヒーター内蔵ウエア CM
- ライオン　ストッパ下痢止めEX　CM
- 花王 キュレル ディープモイスチャースプレー CM
- 富山常備薬グループ　CM
- テレビ朝日 ゴーちゃん。Lab.
- 新潟日産 DAYZ 「私に甘い編」 TVCM
- 韓国農水産食品流通公社 TVCM
- マクドナルド オリンピック「必勝バーガー シズル」篇CM
- テレビ朝日 全力坂 ピザーラニューヨーカー編CM
- 山和コミュニケーションズ「board」CM

### Web CM
- 開進交通株式会社 公式Movie「やさシータクシー開進交通」
- ビーウィズ株式会社「ANNIM（アニム）～みんなで使って育てるAI-OCR～」
- 楽天モバイル
- 小さなお葬式 説明動画
- Amazon Busines
- ブランド通販のRECLO「RECLO（リクロ）を動画でご紹介！」
- 丸紅メイト コンシェルジュシアター Vol.02「クリーニングサービス」篇
- 丸紅メイト コンシェルジュシアター Vol.01「結婚式」篇
- ジャパンネット銀行「ネコ会議」
- ORIX U-car「中古車体操」
- なんとなくは危険（国際電話）篇　ベルリッツ
- タクシー求人転職道.COM　「ストーリーを届けて」
- エントリーフォーム最適化ツール「EFO CUBE」怒れるおじさん編
- 【DMM mobile】格安スマホを使って節約！－ステーキ篇

### スチールモデル
- 警視庁「万引きを許さない」
- NTT東日本「ギガらくWi-Fi」
- Panasonic「タフパッド／タフブック」

### 映画
- あゝ荒野　バリカン陣営セコンド役

### TV ドラマなど
- テレビ東京 「行列の女神～らーめん才遊記～」
- WOWOW「犯罪症候群 Season2」
- 日本テレビ「フランケンシュタインの恋」
- 日本テレビ「お迎えデス。」
- 日本テレビ「奇跡の教室」
- NHK「芙蓉の人」
- TBS 「同窓生」
- フジテレビ「ディアシスター」
- フジテレビ「ファーストクラス」
- NHK 大河ドラマ「軍師官兵衛」

### TV バラエティなど
- 日本テレビ「2017年　ダウンタウンの大晦日年越しスペシャル！『絶対に笑ってはいけないアメリカンポリス24時!』」
- 日本テレビ「2015年　ダウンタウンの大晦日年越しスペシャル！『絶対に笑ってはいけない名探偵24時！』」

### TV 再現ビデオなど
- 日本テレビ「THE突破ファイル」
- フジテレビ「直撃！シンソウ坂上」
- TBS「関ジャニQ展開」
- 日本テレビ「1億人の大質問!?笑ってコラえて!」
- 日本テレビ「ザ！世界仰天ニュース」
- TBS「ビビット」
- テレビ朝日「池上彰のニュースそうだったのか!!」
- テレビ朝日「ナニコレ珍百景」
- 日本テレビ「行列のできる法律相談所」

### 官公庁 動画など
- 環境省 国内水銀対策の概要動画
- 総務省統計局　平成27年度国勢調査　説明用DVD